# سیارک ۱۰۷۰۲
سیارک ۱۰۷۰۲ (به انگلیسی: 10702 Arizorcas، نامگذاری:1981QD) ده هزار و هفتصد و دومین سیارک کشف شده‌است که در ۳۰ اوت ۱۹۸۱ کشف شد.